# Contea di Augusta
La contea di Augusta (in inglese Augusta County) è una contea dello Stato della Virginia, negli Stati Uniti. La popolazione al censimento del 2000 era di 65 615 abitanti. Il capoluogo di contea è Staunton.